# Villa Bloch (Neapel)

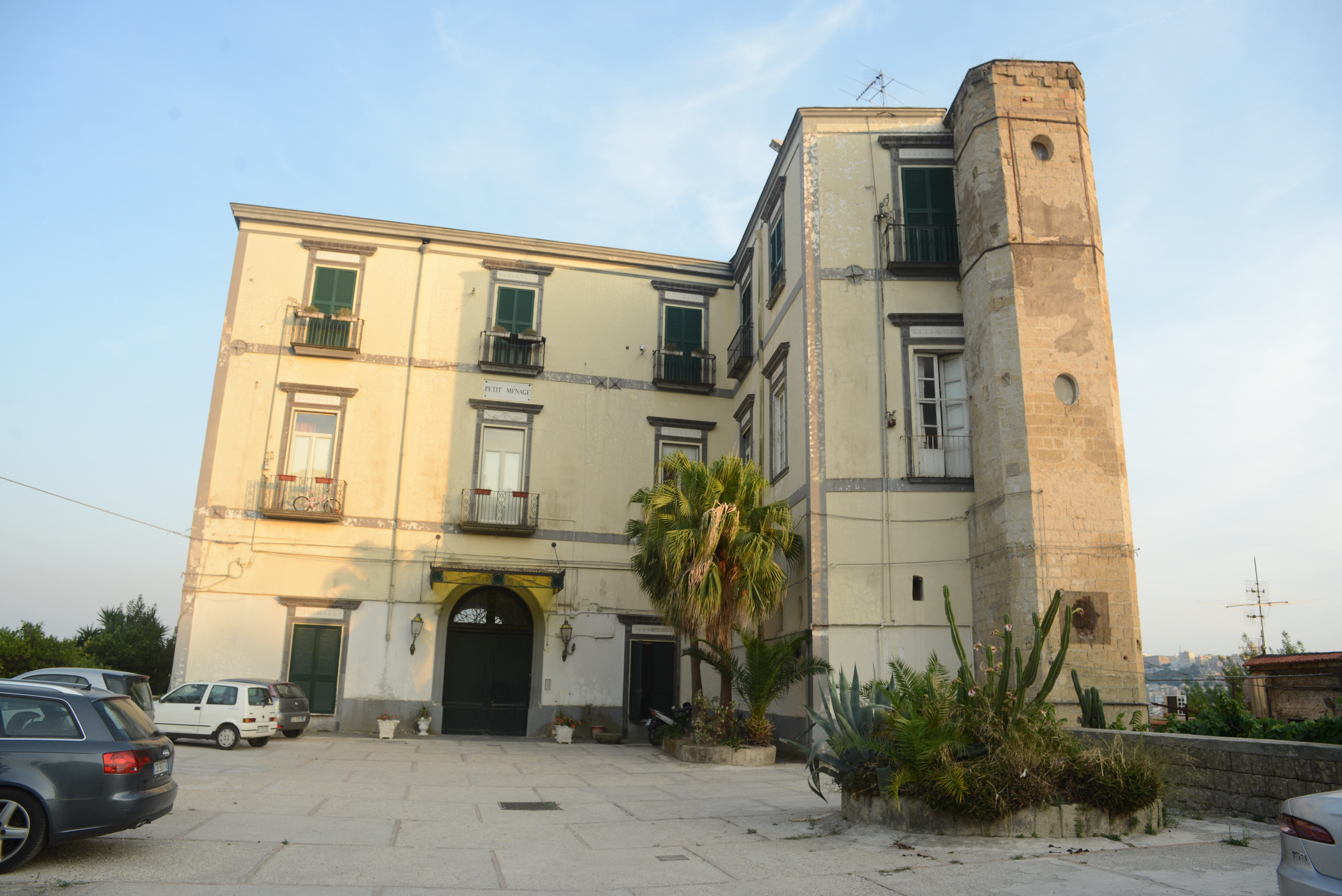
Villa Bloch in Neapel. Ansicht von Norden.

Die Villa Bloch, auch Villa Serra, ist ein Landhaus aus dem 18. Jahrhundert im Viertel Stella von Neapel in der italienischen Region Kampanien. Es liegt an der Via Giuseppe Buonomo.

## Geschichte und Beschreibung
Zuerst gehörte das Anwesen der Familie Bloch und dann, nach mehreren Eigentümerwechseln, 1878 Achille Serra.
Der Grundriss entspricht heute noch dem, der auch auf der Landkarte des Duca di Noja von 1775 verzeichnet ist: Es handelt sich um ein weitläufiges Gebäude mit einem nach Süden offenen Hof und zwei vorspringenden Seitenflügeln. Allerdings wurden über die Zeit einige Änderungen vorgenommen.
Der Garten liegt hinter dem Haus, also in einer ziemlich einzigartigen Lage, besonders, wenn man die Gärten der anderen Villen in dieser Gegend betrachtet. Der Hof und die Terrassen im ersten Obergeschoss sind von großem architektonischen Wert, aber heute haben sie einen guten Teil ihres landschaftlichen Charmes verloren, weil sie zur Tangenziale von Neapel hin zeigen.

## Galeriebilder

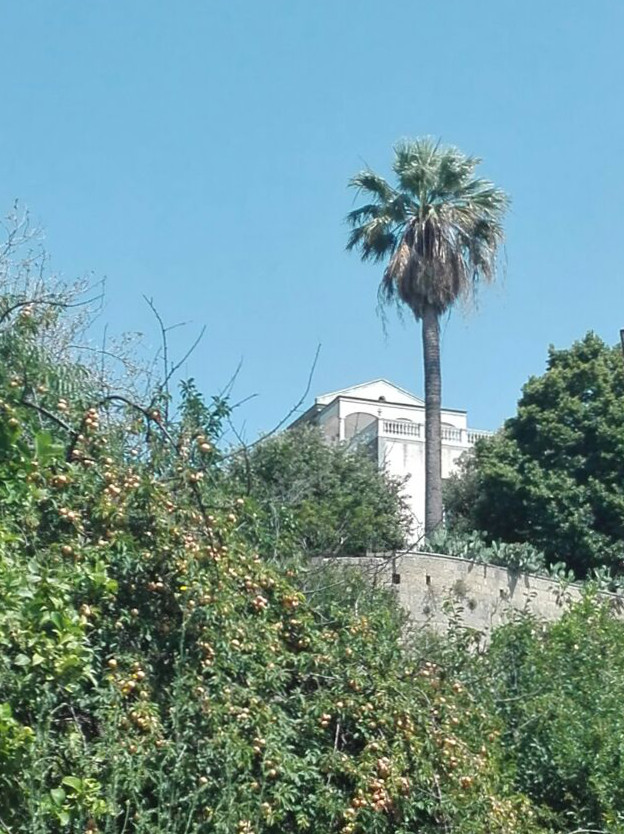
Südansicht der Villa
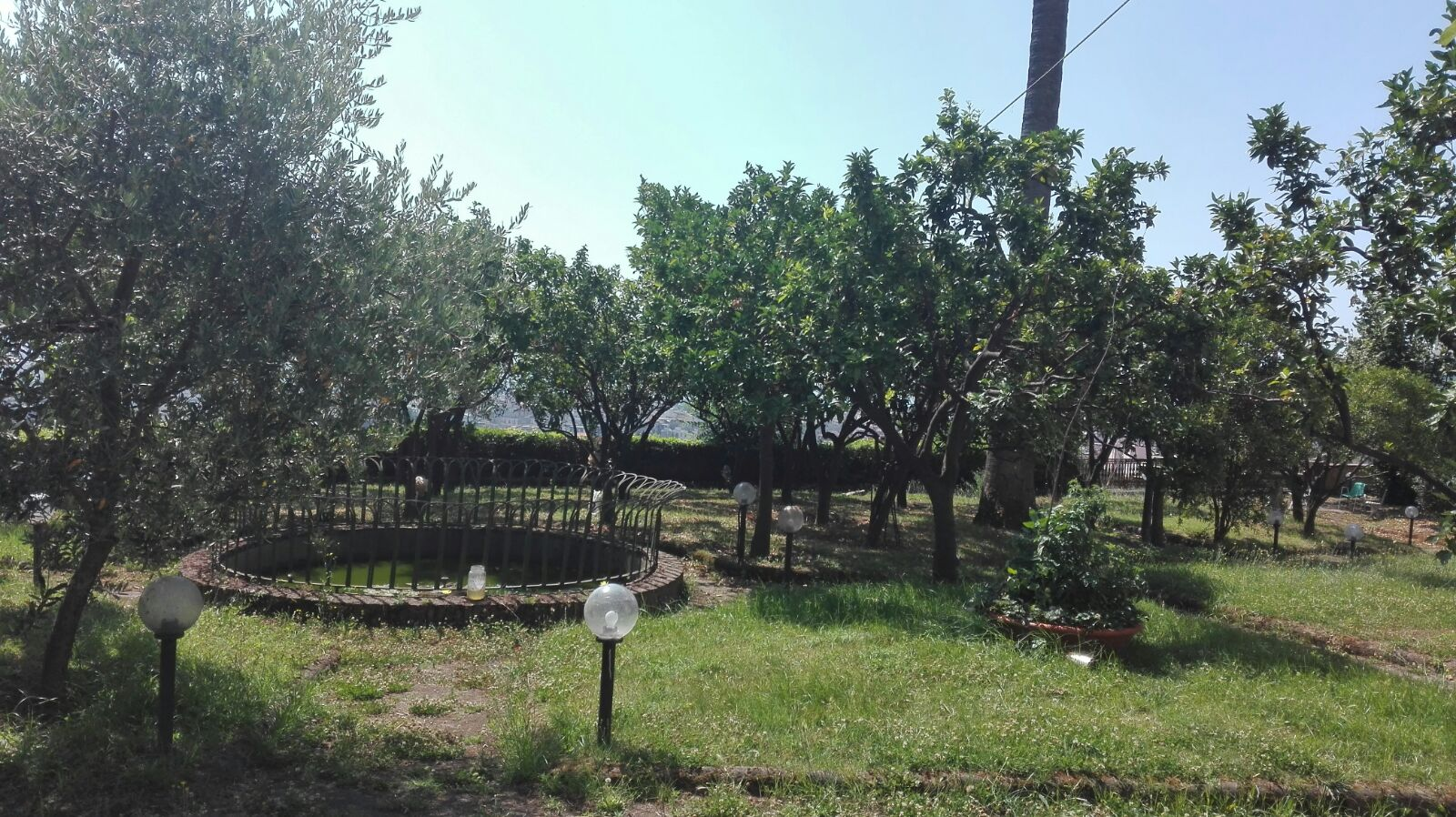
Gärten
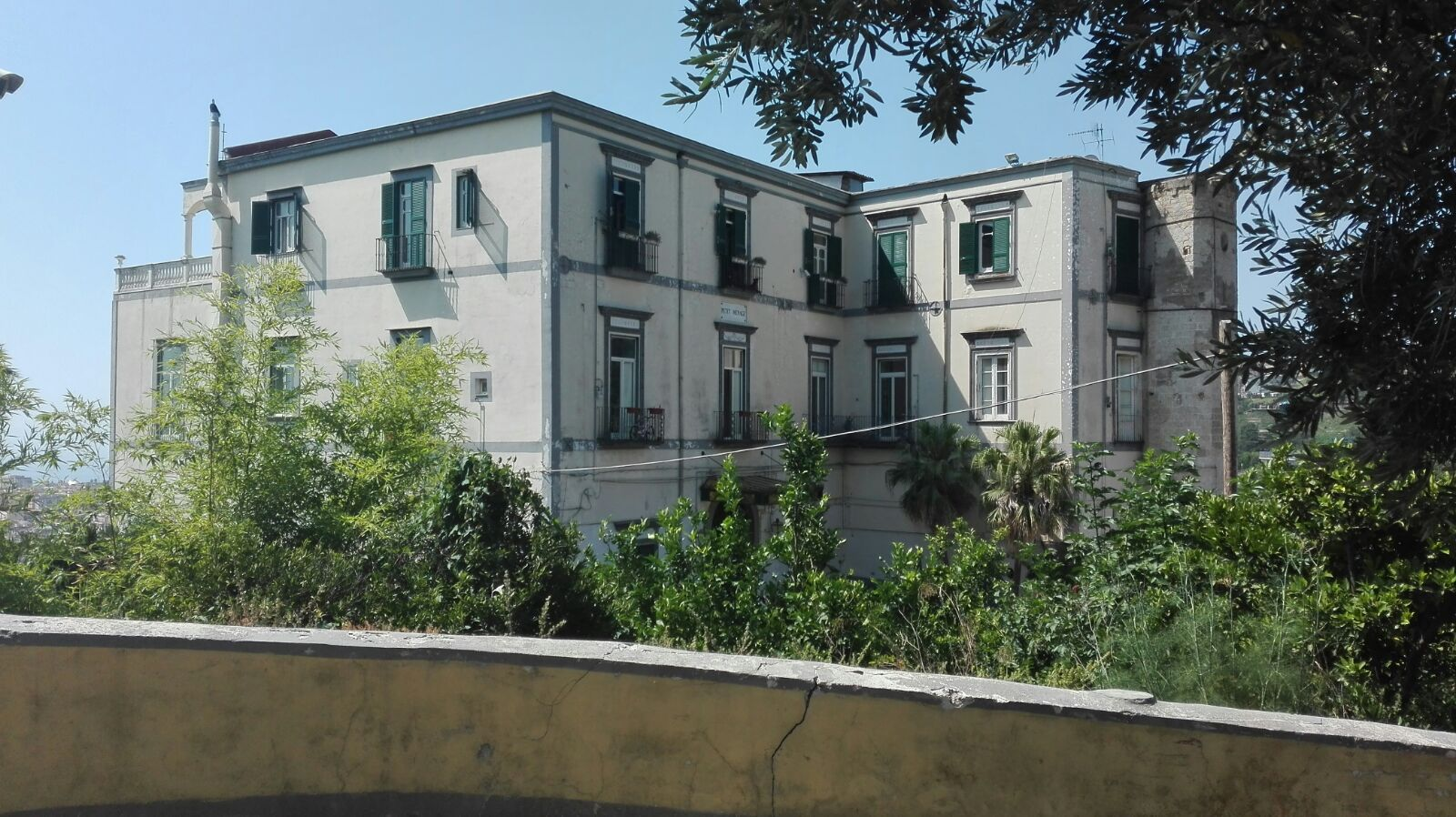
Villa Bloch vom Scudillo aus gesehen